# Bitolski napis
Bitolski napis je srednjeveški bolgarski kamniti napis, napisan v starocerkvenoslovanskem jeziku v cirilici. Trenutno je na Inštitutu in muzeju Bitole v Severni Makedoniji med stalnimi razstavami kot pomemben epigrafski spomenik, opisan kot »marmorna plošča s cirilskimi črkami Ivana Vladislava iz leta 1015/17«. V zadnji fazi bizantinskega osvajanja Bolgarije je Ivanu Vladislavu uspelo prenoviti in okrepiti svojo zadnjo utrdbo, v spomin na njegovo delo s tem dovršenim napisom. Napis, najden leta 1956, je ponudil močne argumente v podporo bolgarskemu značaju Samuelove države, ki so mu jugoslovanski znanstveniki oporekali.

## Zgodovina

### Najdba
Napis je bil najden v Bitoli leta 1956 med rušenjem Sungur Chaush-Begove mošeje. Bila je prva mošeja, ki je bila zgrajena v Bitoli leta 1435. Stala je na levem bregu reke Dragor v bližini starega Ovčjega bazarja. Kamniti napis je bil najden pod pragom glavnega vhoda in je možno, da je bil vzet kot gradbeni material iz ruševin srednjeveške trdnjave. Srednjeveško trdnjavo so uničili Osmani med osvojitvijo mesta leta 1385. Po napisu je bila trdnjava Bitola obnovljena na starejših temeljih v obdobju med jesenjo 1015 in pomladjo 1016. Takrat je bila Bitola glavno mesto in osrednje vojaško oporišče Prvega bolgarskega cesarstva. Po smrti Ivana Vladislava v bitki pri Dirahiju leta 1018 so tamkajšnji bojarji mesto predali bizantinskemu cesarju Baziliju II. To dejanje je utrdbo rešilo pred uničenjem. Stara trdnjava je bila najverjetneje na mestu današnjega osmanskega bedestana Bitole.

### Opis
Po najdbi napisa so v mestu takoj razglasili informacije o plošči. V Bolgarijo so jo pripeljali s pomočjo lokalnega aktivista Pandeja Eftimova. Neki sodelavec mu je povedal, da je med delom na novi stavbi našel kamniti napis in da je na njem beseda "Bolgari". Naslednje jutro so odšli v stavbo, kjer je Eftimov posnel številne fotografije, ki so bile kasneje dane bolgarskemu veleposlaništvu v Beogradu. Njegove fotografije so bile poslane po diplomatskih kanalih in označene kot tajne. Leta 1959 je bolgarski novinar Georgi Kaloyanov poslal svoje fotografije napisa bolgarskemu znanstveniku Aleksandru Burmovu, ki jih je objavil v reviji Plamak. Ploščo so medtem prepeljali v tamkajšnje muzejsko skladišče. Bolgarija se je takrat izogibala objavi teh informacij, saj sta Beograd in Moskva po razhodu Tito–Stalin leta 1948 močno izboljšala odnose. Po letu 1963 pa so uradne oblasti začele odkrito kritizirati bolgarsko stališče do makedonskega vprašanja in tako spremenile svoja stališča.
Leta 1966 je bilo objavljeno novo poročilo o napisu Vladimirja Mošina, ruskega emigranta, živečega v Jugoslaviji. Zaradi tega sta bolgarski znanstvenik Jordan Zaimov in njegova žena Vasilka Tapkova-Zaimova leta 1968 odpotovala v Bitolo. V Bitolskem muzeju so iz napisa naredili skrivno kopijo. Zaimova trdi, da jim nihče ni preprečil dela na plošči v Bitoli. Tako so besedilo dešifrirali v skladu z lastno interpretacijo, ki jo je leta 1970 objavila Bolgarska akademija znanosti. Nazadnje je makedonska raziskovalka Ugrinova-Skalovska leta 1975 objavila svoj prevod napisa.

### Besedilo
Del besedila manjka, saj je bil napis uporabljen kot stopnica Sungur Chaush-Begove mošeje in je bila zato prva vrsta uničena. Rekonstrukcija makedonskega znanstvenice prof. Radmile Ugrinove-Skalovske  je zelo podobna rekonstrukciji, ki sta jo naredila jugoslovansko/ruski raziskovalec Vladimir Mošin (1894–1987)  in bolgarski prof. Jordan Zaimov (1921–1987). Z nekaterimi domnevami Zaimova za rekonstrukcijo poškodovanih delov se njihova različica besedila glasi takole:
| “ | † Въ лѣто Ѕ҃Ф҃К҃Г҃ отъ створенїа мира обнови сѧ съ градь зидаемъ и дѣлаемъ Їѡаном самодрьжъцемъ блъгарьскомь и помощїѫ и молїтвамї прѣс͠тыѧ владч҃ицѧ нашеѧ Б͠цѧ ї въз()стѫпенїе І҃В҃ і врьховънюю апл҃ъ съ же градь дѣлань бысть на ѹбѣжище и на спс҃енѥ ї на жизнь бльгаромъ начѧть же бысть градь сь Битола м͠ца окто͠вра въ К҃. коньчѣ же сѧ м͠ца ... исходѧща съ самодрьжъць быстъ бльгарїнь родомь ѹнѹкъ Николы же ї Риѱимиѧ благовѣрьнѹ сынь Арона Самоила же брата сѫща ц͠рѣ самодрьжавьнаго ꙗже i разбїсте въ Щїпонѣ грьчьскѫ воїскѫ цр҃ѣ Васїлїа кде же вьзꙙто бы злато ... фоꙙ съжев ... цр҃ь разбїень бы цре҃мь Васїлїемь Ѕ҃Ф҃К҃В҃ г. лтѣ оть створенїѧ мира въ Ключи ї ѹсъпе лѣтѹ семѹ исходꙙщѹ | ” |

| “ | V letu 6523 od stvarjenja sveta [1015/1016? n. š.], ta trdnjava, ki jo je zgradil in zgradil Ivan, bolgarski car, je bila obnovljena s pomočjo in molitvami naše presvete Gospe in s priprošnjo njenih dvanajstih vrhovnih apostolov. Trdnjava je bila zgrajena kot zatočišče in za reševanje življenj Bolgarov. Delo na trdnjavi Bitola se je začelo dvajsetega oktobra in končalo [...] Ta car je bil Bolgar po rodu, vnuk pobožnega Nikole in Ripsimije, sina Arona, ki je bil brat Samuila, carja Bolgarija, dva, ki sta porazila grško vojsko cesarja Bazilija II. pri Stiponu, kjer je bilo vzeto zlato [...] in leta [...] je tega carja premagal cesar Bazilij leta 6522 (1014) od stvarjenja sveta l. Klyutch in umrl konec poletja. | ” |

### Pomen
V 10. stoletju so Bolgari vzpostavili obliko nacionalne identitete, ki jim je kljub temu, da je bila daleč od modernega nacionalizma, pomagala preživeti kot posebna entiteta skozi zgodovino. Napis potrjuje, da so car Samuel in njegovi nasledniki smatrali svojo državo za Bolgarijo. Kamnita plošča razkriva, da so imeli Cometopuli tudi začetno bolgarsko etnično zavest. Razglas je napovedal prvo uporabo slovanskega naziva »samodŭrzhets«, kar pomeni »samodržec«. V napisu je prvič omenjeno ime mesta Bitola. Bitolski napis je gradbeni – napoveduje obnovo trdnjave. Besedilo vsebuje dragocene podatke o rodoslovju vladarja Ivana. Iz tega postane jasno, da je bil ta vladar vnuk Nikolaja in Ripsimije ter sin Arona, Samuelovega brata. Napis omenja tudi zmago Bolgarov nad bizantinskim cesarjem Bazilijem II. na prelazu Trayanovi Vrata leta 986 in poraz Samuela v bitki pri vasi Klyuch leta 1014.
V Severni Makedoniji se uradno zgodovinopisje sklicuje na Ivana Vladislava kot enega prvih makedonskih carjev in vladarja »slovanskega makedonskega cesarstva« , vendar za takšne trditve ni zgodovinske podpore. Poleg tega kamen dokončno razkriva etnično samoidentifikacijo zadnjega vladarja Prvega bolgarskega cesarstva pred njegovo osvojitvijo s strani Bizanca.
Po besedah Ugrinove-Skalovske je celo trditev o njegovem bolgarskem poreklu v skladu z vztrajanjem Cometopulija, da svojo dinastijo vežejo na politično tradicijo Bolgarskega cesarstva. Per Skalovska so vsi tedanji zahodni in bizantinski pisci in kronisti prebivalce svojega kraljestva imenovali Bolgari. Prevladujoči akademiki podpirajo mnenje, da je napis originalni artefakt, narejen v času vladavine Ivana Vladislava.

### Drug pogled
Predloga:Undue weight
Profesor Horace Lunt je zagovarjal idejo, da je plošča morda nastala v času vladavine Ivana Asena II. 1230 ali da je napis morda sestavljen iz dveh delov, črkanih v različnih časih. Njegove ugotovitve temeljijo na fotografijah, pa tudi na pristnem ponatisu napisa iz kalupa iz lateksa, ki ga je izdelal profesor Ihor Sevchenko iz Dumbarton Oaksa, za razliko od pristopa Zaimova, ki je ustvaril ponatisnjeno kopijo leve strani besedilo, s posebnim papirjem in vodo, ko so leta 1968 obiskali Bitolo. Profesor Lunt ugotavlja, da so argumenti Zaimova netočni, saj trdi, da ni zanesljivih meril za datiranje zgodnje južnoslovanske cirilice. Citira Moshina, da je datum na napisu obrabljen in sta zato Moshin in Zaimov večino besedila "obnovila" netočno. Da bi Moshin in Zaimov obnovila leto Ѕ ҃Ф ҃К ҃Г ҃ (6522–1014), sta pogrešala jasne dokaze o obstoju teh številk (črk). Lunt ugotavlja, da je črka "҃Ф" (kar pomeni 500) lahko tudi "ѱ" (kar pomeni 700), tej številki sledi presledek, v katerem lahko črka "M" (ki pomeni 40) zato je lahko končna datacija leta po Luntu 1234 – obdobje bolgarskega vladarja Ivana Asena II. in ne Ivana Vladislava. Lunt, ki se imenuje babica makedonskega jezika, podpira tudi alternativno teorijo, da je bil Samuel makedonski kralj, ki je vladal ločeni makedonski državi, z izrazito slovansko makedonsko prebivalstvo. Lunta so za njegovo delo financirale oblasti Jugoslavije in Socialistične republike Makedonije.
Eden najnovejših pristopov k temu problemu vztraja tudi pri možnem preddatiranju. Na 23. mednarodnem kongresu bizantinskih študij (leta 2016) bosta dve arheologinji: Elena Kostić in Grk prof. Georgios Velenis, ki je delal na terenu s samo ploščo, je ugotovil, da so na samem zgornjem delu plošče luknje in kanali za prileganje kovinskih spojev v obliki črke Π. Plošča torej ni mogla imeti 13. vrste (ki sta jo sestavila zakonca Zaimov) in da je bolj verjetno, da je bila plošča del veliko starejšega predmeta iz rimskega obdobja. Glede na obliko uporabljenih črk navajajo datum, ki je blizu Luntovemu, to je 1202–1203, ko je bil bolgarski vladar Kalojan. Čeprav, sta povzela oba avtorja, večina raziskovalcev meni, da je napis zadnji pisni vir Prvega bolgarskega cesarstva z natančno datacijo, medtem ko nekateri drugi trdijo, da je iz 13. stoletja, le ena študija pa ga razglaša za ponaredek. Nekateri sodobni raziskovalci iz Severne Makedonije prav tako zanikajo datacijo napisa, saj trdijo, da je bil obstoj sodobne bolgarske etnične identifikacije nemogoč, saj vedo, da so pogosto Bizantinci, hkrati pa izpodbijajo izvirno velikost napisa, naslove vladarjev v besedilu , poseben način klicanja pomoči svetnikov, njegova avtentičnost itd., pri čemer vztrajajo, da je bil Vladislav makedonski car.

#### Kritike
Maloštevilni raziskovalci, ki zastopajo tezo, da je napis iz časa drugega bolgarskega cesarstva (v prvem primeru na podlagi enega nečitljivega datuma, v drugem pa na podlagi specifične oblike črk), ne podajajo razlage, kdo je bil takratni bolgarski vladar in je imel podrobne informacije o nekaterih dogodkih s konca Prvega bolgarskega cesarstva. Gre za sorodstvo Comitopulov, pa tudi za nekatere zgodovinske bitke. Ni jasno, zakaj je ta bolgarski vladar, imenovan Ivan, ki po njihovem mnenju ni bil Ivan Vladislav, trdil, da je vnuk Komita Nikole in Ripsimije iz Armenije ter sin Arona iz Bolgarije, ki je bil brat Bolgarije Samuela.

## Polemika
Napis je bil najden v SR Makedoniji, takrat delu SFR Jugoslavije, kjer je bila iz političnih razlogov zavrnjena vsakršna neposredna povezava med Cometopuli in Prvim bolgarskim cesarstvom.  Kamen, ki je bil prvotno razstavljen v lokalnem muzeju, so leta 1970 zaklenili, potem ko so bolgarski znanstveniki opravili drgnjenje in objavili knjigo o napisu. Takoj po tej objavi je nastal velik bolgarsko-jugoslovanski politični škandal. Direktorja muzeja so odpustili, ker je dopustil takšno napako. Po razpadu Jugoslavije je bil kamen ponovno izpostavljen v srednjeveškem delu muzeja, vendar brez pojasnila o njegovem besedilu. Zgodovinski in politični pomen napisa je bil razlog za še en sporen dogodek v Republiki Makedoniji leta 2006, ko je francoski konzulat v Bitoli sponzoriral in pripravil turistični katalog mesta. Na sprednji platnici je bil natisnjen s celotnim besedilom napisa, na njem pa je bila jasno vidna beseda bolgarščina. Novica o tem se je razširila še pred uradno predstavitvijo kataloga in povzročala zmedo med uradniki bitolske občine. Francoski konzulat je bil opozorjen, tiskanje novega kataloga je bilo ustavljeno in fotografija na naslovnici je bila spremenjena. Leta 2021 je ekipa bolgarske televizije poskusila artefakt posneti in o njem posneti film. Po nekaj mesecih čakanja in zavrnitvi lokalnih oblasti se je ekipa pritožila na ministrstvo za zunanje zadeve v Sofiji. Od tam je bila poslana protestna nota v Skopje in šele nato so novinarji dobili dovoljenje za delo v Bitoli.